# Georges Gougenheim
Pour les articles homonymes, voir Gougenheim (homonymie).
Pour les articles ayant des titres homophones, voir Gouguenheim et Guggenheim.
Georges Gougenheim (20 juillet 1900 - 29 juillet 1972) est un linguiste et un grammairien français du XXe siècle. C'est le frère de l'ingénieur hydrographe André Gougenheim.

## Biographie
Admis à l'École normale supérieure à l'âge de vingt ans (1920), il entreprend des travaux novateurs sur l'histoire et le fonctionnement de la langue française. Il soutient sa thèse de doctorat ès lettres en 1929. En 1950, professeur d'histoire de la langue française à la Sorbonne, il entreprend une étude approfondie sur le « français parlé ». Par l'emploi de statistiques portant sur la fréquence des mots, il élabore, en 1958, un Dictionnaire fondamental de la langue française comportant 3 500 mots. Fondateur du Centre de recherche et d'étude pour la diffusion du français (CREDIF), il fera découvrir au grand public les trésors du vocabulaire quotidien français.

## Ouvrages
- Dictionnaire fondamental de la langue française, Didier, Paris, 1958. – Contient 3 500 mots. Nouvelle éd. revue et augmentée, Didier, Paris, 1977  (ISBN 2-208-00133-8)
- L'élaboration du français élémentaire : étude sur l'établissement d'un vocabulaire et d'une grammaire de base, (en collaboration avec René Michea, Paul Rivenc, Aurélien Sauvageot), Didier, Paris, 1956. Nouv. éd. refondue et augmentée sous le titre L'élaboration du français fondamental : étude sur l'établissement d'un vocabulaire et d'une grammaire de base, Didier, Paris, 1964.
- Les mots français dans l'histoire et dans la vie, Picard, 1966 et 1975. Réédition 2008, Omnibus,  (ISBN 978-2-298-02549-1)
- Grammaire de la langue française du seizième siècle, Picard, « Connaissance des langues », 1973.